# Makran
Makran (perz./urdu مکران) je polupustinjski obalni pojas na jugu pokrajine Baludžistan u današnjem Iranu i Pakistanu, a proteže se uz obale Arapskog mora i Omanskog zaljeva. Prepostavlja se kako termin Makran ili Makkuran potječe od perzijskog naziva Mahi khoran što znači „oni koji jedu ribu“ (Mahi = riba + khor = jesti).
Uski obalni pojas nalazi se uz padine okolnih planina. Od 1000 km obale, 750 km pripada Pakistanu. Područje je izrazito suhe klime odnosno s vrlo rijetkim padalinama, dok je samo djelomično naseljen. Većina stanovništva regije živi u malenim lukama kao što su gradovi Čabahar, Gwatar, Jiwani, Gwadar, Pasni i Ormara, te u brojnim ribičkim selima.
Pakistanska vlada trenutačno razvija Ormaru kao glavnu vojnu luku odnosno Gwadar kao novu glavnu trgovačku luku, a gradi se i autocesta duž pune makranske obale. Ovi projekti dobili su na značaju prvenstveno zato što je Karači postao prometno usko grlo. Nova vojna luka u Ormari prihvatit će gotovo polovicu pakistanske ratne mornarice, dok će luka u Gwadaru smanjiti gust pomorski promet u dvijema međunarodnim lukama kod Karačija.
Uz obalu Makrana nalazi se samo jedan otok (Astola) koji je nenaseljen, i koji je smješten u blizini grada Pasnija. Obala se može podijeliti na istočni dio kojim dominiraju Laguna|lagune, te zapadni dio zaljevskog karaktera. Glavne lagune su Miani Hor i Kalamat Hor, dok su najvažniji zaljevi Zapadni Gwadar i Gwadar. U zaljevskim područjima nalaze se mangrove šume, te područja za gniježdenje ugroženim vrstama morskih kornjača.

## Vanjske poveznice
- Baludžistan i Makran, Pakistan (TransPakistan.com.pk)  Arhivirana inačica izvorne stranice od 26. kolovoza 2009. (Wayback Machine)
- Projekt obalne autoceste u Makranu (DefenceJournal.com)  Arhivirana inačica izvorne stranice od 12. lipnja 2002. (Wayback Machine)
- Aleksandar i pustinja Makran (Pothos.co.uk)
- Tradicionalna glazba iz Makrana (Cadensa.bl.uk)  Arhivirana inačica izvorne stranice od 29. studenoga 2021. (Wayback Machine)
- Makran (enciklopedija Britannica)

Sestrinski projekti
|  | Zajednički poslužitelj ima još gradiva o temi Makran |